# 101 Dalmatiërs (boek)
101 Dalmatiërs (originele titel 101 Dalmatians) is een boek van de schrijver Dodie Smith. Het verhaal werd vooral bekend nadat Disney er in 1961 een tekenfilm van maakte. In 1996 kwam er ook een speelfilm 101 Dalmatiërs en in 2000 volgde er ook nog een speelfilm 102 Dalmatiërs. In deze twee speelfilms speelde Glenn Close de rol van de kwaadaardige Cruella DeVil (1996).

## Verhaal
De modegigante Cruella de Vil (devil dus, Engels voor duivel) wil graag bont hebben voor haar modecollectie. Haar modeontwerpster Anita en haar man Roger hebben een nest met 15 jonge dalmatiërs. Wanneer Cruella erachter komt dat ze een nest dalmatiërpuppy's hebben wil ze die hebben voor haar kledinglijn. Ze laat hiervoor haar twee handlangers op pad gaan, die alle puppy's mee nemen naar Cruella. De vader en moeder van de puppy's, Pongo en Perdita, laten het er echter niet bij zitten en gaan op pad om de puppy's te vinden. Uiteindelijk komen zij terug met 99 puppy's.

## Personages
- Pongo: De vader van de 15 dalmatiërs
- Perdita: De moeder van de 15 dalmatiërs
- Roger: Eigenaar van Pongo, en schrijft songteksten
- Anita: Eigenaar van Perdita en de echtgenote van Roger
- Cruella De Vil: Een rijke vrouw die dalmatiërbont wil hebben voor haar kledinglijn
- Jasper and Horace Badun: De twee handlangers van Cruella de Vil. Jasper is lang en dun terwijl Horace kort en vet is. Beide kidnapten zij de puppy's.
- Nanny: De huishoudster in het huis van Roger en Anita; in de tekenfilm heet ze cocky
- Patch and Lucky: Twee van de 99 dalmatiër puppy's. Patch heeft een zwart oog, Lucky heeft een obsessie voor televisie.
- Roly: Eveneens een dalmatiër puppy, die erg houdt van eten.
- The Colonel (de Kolonel), the Captain (de Kapitein), en Sargeant Tibbs (Sergeant Tibbs): respectievelijk een hond, een paard en een kat die Pongo en Perdita helpen de puppy's te laten ontsnappen uit het huis van Cruella de Vil.

## Films

### Tekenfilm
De tekenfilm werd gemaakt door Walt Disney Pictures, en kwam uit op 25 januari 1961. De film verwierf een grote bekendheid, en is sinds een aantal jaren ondergebracht onder het Walt Disney Classics label.

### Speelfilms
In 1996 verscheen er een live-action remake speelfilm van de originele animatiefilm. De rol van de schurk Cruella De Vil werd gespeeld door Glenn Close. In 2000 kwam er een vervolgfilm uit.
In 2021 kwam de film Cruella uit in geselecteerde bioscopen en op de streamingdienst Disney+ onder betaling, dit vanwege het coronavirus. De film focust zich op het achtergrondverhaal van Cruella De Vil, gespeeld door Emma Stone.

## Televisieserie
Zie voor het hoofdartikel over dit onderwerp 101 Dalmatiërs (tekenfilmserie)
In de jaren 90 werd er een tekenfilmserie gemaakt die gebaseerd was op het originele verhaal van 101 Dalmatiërs. De serie werd na twee seizoenen stopgezet door Walt Disney.

## Trivia
- Na het uitkomen van de speelfilm van 101 Dalmatiërs, werden dalmatiërs populairder als huisdier. De dalmatiërs in de film waren echter goed getraind. Een dergelijk verschijnsel werd ook waargenomen na de première van Finding Nemo. Clownvissen werden toen populairder.
- De naam Cruella de Vil lijkt sterk op de Engelse woorden Cruel Devil, dat zoiets betekent als Gemene Duivel.
- In het oorspronkelijke boek heet de vrouw van Pongo "Froukje" of "Mevrouw Pongo"; Perdita is een andere Dalmatiër die helpt bij het zogen van de grote hoeveelheid pups. In de film is zij gepromoveerd tot de echtgenote van Pongo.